# 簡足棒姬蝽
簡足棒姬蝽（学名：Arbela simplicipes）为姬蝽科棒姬蝽屬下的一个种。